# Spanien -75
Spanien -75 full titel: Spanien 75 - Solidaritet mot fascismen är ett samlingsalbum från 1976 med inslag från solidaritetsmötet mot fascismen i Spanien, som ägde rum i Kulturhuset i Stockholm den 15 november 1975, bara fem dagar före Francisco Francos död. Arrangörer var Svenska Spanienfrivilligas Kamratförening och andra. Medverkar gör bland annat Jan Malmsjö, Stefan Demert , Björn Ehrling och Grynet Molvig.
Utgivare är Yrkestrubadurernas förening.

## Låtlista

### Sida A
1. "Jag förklarar några saker..." - Pablo Neruda. Reciterat av Malin Ek
2. "Fånge nr 9" Sång: - Jeja Sundström
3. "...och liksom en tiggare" - Carlos Alcarez. Reciterat av Eva-Lisa Lennartsson.
4. "Palomita (Duva), palomita" - Francisco Roca Sång: Teater Narren
5. "Den trojanska hästen" - Karl Gerhard Sång: Jan Malmsjö
6. "Las Kvalmas" - Stefan Demert
7. "Alla tillsammans" - Thorstein Bergman Sång: Björn Ehrling
8. "Julian Grimau" - José Barba

### Sida B
1. "De svarta skorna" - Nils Ferlin. Reciterat av Stefan Demert
2. "Svarta tupp" - Monica Nielsen
3. "Hör..." - Stig Järrel
4. "Hör..." - José Barba
5. "I dag Spanien..." - Bl a Grynet Molvig